# Giovanni Peroni
Giovanni Peroni (n. 2 decembrie 1848, Vigevano, Regatul Lombardia-Veneția, Imperiul Austriac – d. 2 ianuarie 1922, Roma, Regatul Italiei) a fost un antreprenor și inginer italian, producător de bere, cunoscut pentru dezvoltarea companiei Birra Peroni.

## Biografie

### Familie
Familia Peroni era originară din provincia Novara, iar Giovanni Battista, bunicul lui Giovanni, a lucrat ca producător de paste și a obținut un statut social și economic superior în urma reformelor albertine din anii 1830. Fiul lui Giovanni Battista, Francesco Peroni (1818–1894), s-a căsătorit cu Matilde Merzagora (1827–1891), originară din Angera (provincia Varese), și s-a mutat la sfârșitul anului 1845 din localitatea sa natală, Galliate, în orașul Vigevano, considerat mai potrivit pentru începerea unei noi activități antreprenoriale în domeniul fabricării berii. Compania lui Francesco Peroni avea sediul în centrul orașului Vigevano, în cartierul Rocca Nuova, unde, alături de mica fabrică, mai funcționa o berărie cu producție și turnare directă.

### Începuturile activității antreprenoriale
Giovanni Peroni s-a născut în 2 decembrie 1848 la Vigevano, fiind primul din cei șapte copii ai soților Francesco și Matilde. A fost trimis de tatăl său încă de la o vârstă foarte fragedă la Roma, care nu era la acea vreme capitala Regatului Italiei, pentru a urmări îndeaproape înființarea unei a doua fabrici de bere, destinată să o înlocuiască pe prima. Filiala de la Roma își începuse activitatea în anul 1864 sub conducerea unor asociați ai lui Francesco Peroni și a fost preluată de tânărul Giovanni în 1867; filiala de la Vigevano, care era condusă de tatăl său, și-a încetat activitatea în 1896.
Prima fabrică Peroni din Roma a funcționat inițial în via Due Macelli din zona Piazza di Spagna⁠(d), unde a fost construit ulterior teatrul Salone Margherita⁠(d). Necesitățile logistice și dorința de dezvoltare a afacerii l-au determinat pe Giovanni Peroni să închirieze în 1871, iar mai târziu să cumpere, de la administrația azilului Santa Maria della Pietà⁠(d), o nouă clădire în zona Borgo San Michele, astăzi Borgo Santo Spirito⁠(d), pe latura de sud a colonadei Bazilicii „Sf. Petru”, fiind păstrat activ doar un punct de vânzare în via Due Macelli.
În anii 1870 și 1880 Fabbriche di birra ed acque gazzose Francesco Peroni și-au stabilit poziția comercială la Roma, datorită rețelei de relații stabilite acolo. Giovanni Peroni a condus activitățile de producție de la Roma inițial singur și apoi, din 1887, cu ajutorul fratelui său mai mic, Cesare (1869–1948), care a ajuns în câțiva ani să dețină un rol operațional activ în cadrul companiei.
În ultimul deceniu al secolului al XIX-lea numărul fabricilor de bere active pe teritoriul Italiei a suferit o scădere bruscă, iar producția lor practic s-a înjumătățit: factorul declanșator al crizei a fost dublarea taxei de fabricare a berii în 1891. Povara fiscală tot mai mare i-a adus în pragul falimentului pe producătorii mai mici, care aveau deja o situație financiară precară. Astfel, dacă funcționau peste 140 de fabrici de bere în exercițiul financiar 1889–1890, cu o producție totală de 157.629 de hectolitri, în 1891, după dublarea taxei de fabricație, mai funcționau doar cel mult 90 de farici, cu o producție totală mai mică de 100.000 de hectolitri.

### Dezvoltarea afacerii

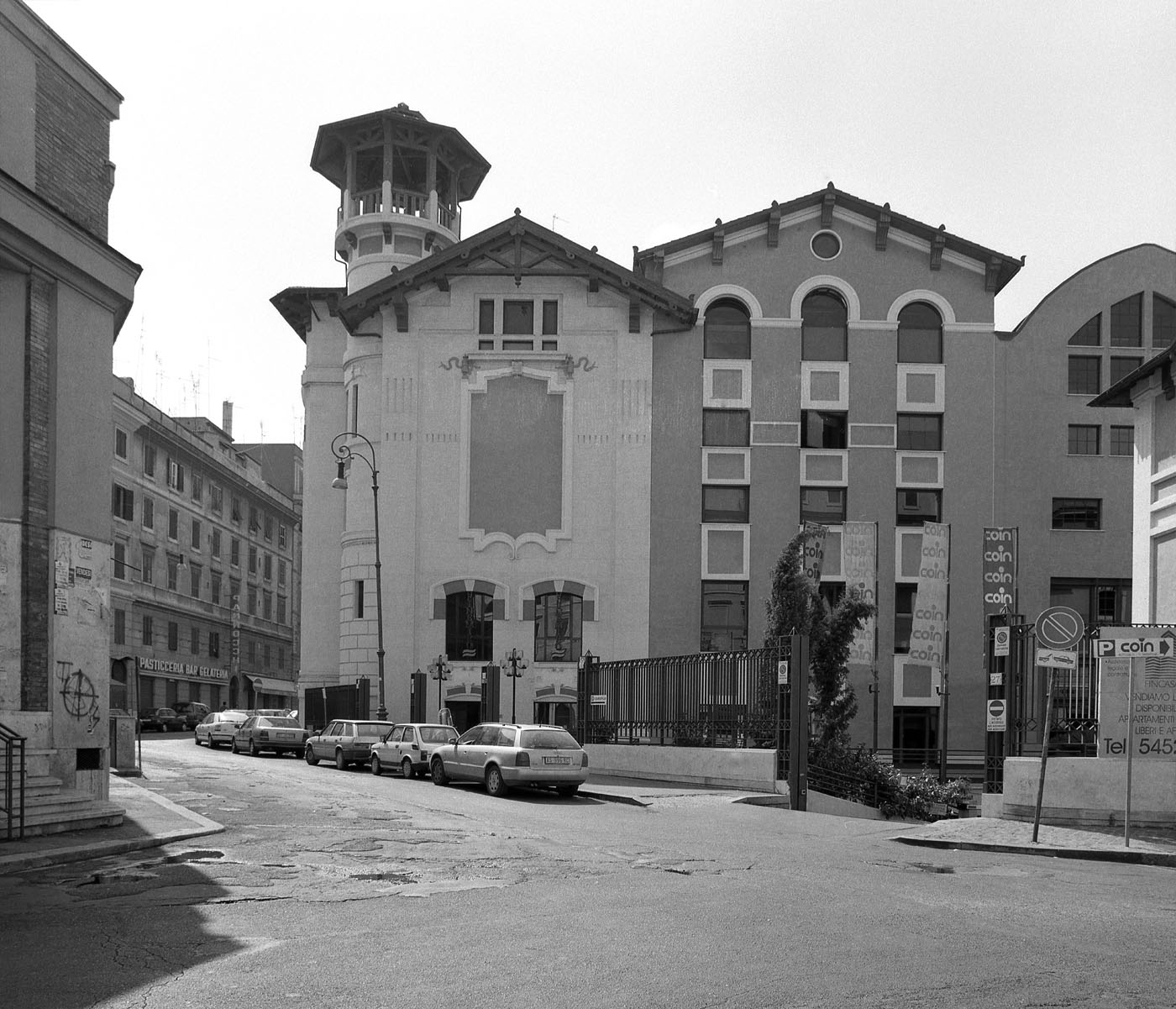
Fosta fabrică de bere Peroni de pe via Mantova din Roma (1998).

La sfârșitul secolului al XIX-lea exista o anumită uniformitate în rândul tipurilor de bere produse în Italia: cele mai comercializate produse erau berea Vienna⁠(d) (cu o culoare gălbuie și un gust ușor amar) și berile Monaco sau Baviera (cu o culoare mai închisă și un gust mai dulce), ultimele două produse prin metoda fermentației inferioare, introduse în Bavaria în jurul anilor 1810–1820; tehnica de fermentare la o temperatură joasă se răspândise rapid în Europa, mai ales după prezentarea sa oficială la Expoziția Universală de la Paris din 1867. Berile Monaco și Vienna erau pe gustul consumatorilor italieni, deoarece erau mai potrivite pentru climatul mediteranean decât berile englezești tari stout sau berile cu o fermentație superioară și un conținut mai mare de alcool, tot de origine germană, iar fratele lui Peroni, Cesare, a fost cel care a învățat secretele fabricării berii cu fermentație inferioară în centrele germane de fabricare a berii.
Dezvoltarea filialei din Roma în anii 1880 poate fi atribuită abilităților antreprenoriale și relaționale, precum și intuiției comerciale ale lui Giovanni Peroni: el a preluat în 1893 funcția de consilier al Camerei de Comerț locale, iar în anii următori a fost președinte sau membru al instituțiilor de caritate și grupurilor de interes. Căsătoria sa cu Giulia Aragno, fiica lui Giacomo, proprietarul a ceea ce avea să devină celebrul Caffè Aragno⁠(d) de pe via del Corso⁠(d), a dus la înființarea unei afaceri de familie de mare succes, în care Peroni și-a asumat o pondere financiară tot mai mare. Fabrica Peroni din Roma a fost mutată din nou în 1896 într-un spațiu nou de pe via del Cardello nr. 16, nu departe de Colosseum. Între timp, Peroni a stabilit relații strânse de colaborare cu Società Romana della fabbricazione del ghiaccio e della neve artificiale, care au culminat cu fuziunea celor două companii în 1901 și constituirea unei societăți în comandită pe acțiuni denumite Società Riunite Fabbrica di Ghiaccio e Ditta F. Peroni, al cărei nou sediu⁠(d) a fost construit pe via Mantova, în zona Porta Pia⁠(d), după un proiect al inginerului și arhitectului Gustavo Giovannoni⁠(d).
În 1908, Giovanni Peroni a fost decorat cu Ordinul Meritul Muncii⁠(d) în grad de cavaler, iar în 1911 a devenit vicepreședinte al companiei Birra Peroni, pentru ca apoi, după doi ani, să preia funcția de președinte al companiei. În același an, Peroni a devenit acționar al Società anonima ghiacciaia romana, care a fost apoi absorbită definitiv în grup în 1942. În anul 1921 a avut loc o schimbare a conducerii: Cesare Peroni a devenit director general (amministratore delegato) și a deținut această funcție până la moartea sa în 1948, iar Giacomo Peroni (1884–1976), fiul lui Giovanni, a luat locul tatălui său în consiliul de administrație; câteva luni mai târziu, la 2 ianuarie 1922, Giovanni Peroni a murit, la scurt timp după ce și-a dat demisia din funcția de președinte al grupului.

## Arhiva
Documentația de arhivă realizată de Giovanni Peroni în cursul activității sale antreprenoriale este conservată în Archivio Storico e Museo Birra Peroni din Roma în colecția Birra Peroni srl,care include și un fond fotografic.